# 私の身に起きたこと
『私の身に起きたこと』（わたしのみにおきたこと）は、清水ともみによる著書。

## 概要
2020年に季節社から出版。
中華人民共和国においての少数民族であるウイグル人への人権弾圧の深刻さを漫画で訴えるという作品である。元は在日ウイグル人からの証言などを元に描いて、Twitterで発表をするということがされていた作品なのであるが、それが瞬く間に拡散され、香港においての反政府デモでも印刷されて現場に掲示されるようにまでなった。それからこの漫画が書籍化されて出版されるまでになったのである。
著者がウイグル問題に関心を持つきっかけとなったことは、2017年ごろのインターネットで見た報道番組で、中華人民共和国新疆ウイグル自治区で深刻な人権弾圧が行われていることがリポートされていたことから。この番組ではウイグル人が移植用の臓器を摘出されているという疑いや、空港には臓器専用の通路もあると報じられていた。そしてこの問題を一人でも多くの人に知っていただきたいと思いが募った。2018年にこの放送が再放送されたことで、この問題を描くしかないと思い、描くことを決心した。
最初にこの漫画を描いたのは2019年4月。内容は中華人民共和国の監視下に置かれているウイグル人を漫画で描きTwitterで公開した。漫画にしたのは政治に関心の無い人にもウイグル問題を伝えやすいと思ったから。この漫画は15ヶ国語に翻訳され、ワシントン・ポストなどで紹介される。中国当局によってテロ対策と称してウイグル族に対して行われている弾圧が描かれている。この作品のモデルとなっている人物はエジプトで三つ子を出産して中国に帰国したが、それからの2013年から2015年にかけて三度も拘束されて、劣悪な環境で電気ショックを受けていた。その時に引き離されていた三つ子のうちの一人は病気で死亡していたということが描かれている。
季節社から書籍化されて出版された作品については、なぜ児童書ではないのに絵本のような装丁になっているのかという質問を寄せられている。このことについては、出版社が決めたことではなく作者の意向である。作者のほうから絵本のような形で出版することを引き受けてくれないかと言う打診が行われ、このような形で出版されるということになっていた。絵本ならば多くの情報を詰め込んだり難しい分析を行うのではなく、感情に強く訴えかけることができるのではと考える。絵本だからこそ、そこらへんに置かれていたとしても色々な人に読まれようと思われ、これが分厚い本ならばなかなかそうは行かないと考える。